# Rocky Carroll
Rocky Carroll (Cincinnati, 8 luglio 1963) è un attore e regista statunitense, noto principalmente per il ruolo di Leon Vance nella serie televisiva NCIS - Unità anticrimine.

## Biografia
Nato Roscoe Carroll a Cincinnati, Ohio, l'8 luglio 1963, Carroll inizia la sua carriera nel teatro, per poi diventare un noto interprete televisivo per la serie televisiva NCIS - Unità anticrimine. La sua filmografia comprende 9 film e 12 serie TV. Carroll ha sposato Gabrielle Bullock nel 1996. Hanno una figlia, Elissa.

## Filmografia parziale

### Cinema
- Nato il quattro luglio (Born on the Fourth of July), regia di Oliver Stone (1989)
- Doppia anima (Prelude to a Kiss), regia di Norman René (1992)
- Sesso e fuga con l'ostaggio (The Chase), regia di Adam Rifkin (1994)
- Allarme rosso (Crimson Tide), regia di Tony Scott (1995)
- La grande promessa (The Great White Hype), regia di Reginald Hudlin (1996)
- The Ladies Man, regia di Reginald Hudlin (2000)
- Yes Man, regia di Peyton Reed (2008)
- The Death of Superman, regia di Jake Castorena e Sam Liu (2018)

### Televisione
- Chicago Hope - serie TV, 96 episodi (1996-2000)
- West Wing - Tutti gli uomini del Presidente (The West Wing) - serie TV, episodio 2x12 (2000)
- E.R. - Medici in prima linea (ER) - serie TV, 1 episodio 10x16 (2004)
- Grey's Anatomy - serie TV, episodio 4x05 (2007)
- NCIS - Unità anticrimine (NCIS) - serie TV, 318 episodi (2008- in corso) - Leon Vance

## Doppiatori italiani
Nelle versioni in italiano delle opere in cui ha recitato, Rocky Carroll è stato doppiato da:
- Saverio Indrio in NCIS - Unità anticrimine, NCIS: Los Angeles, NCIS: New Orleans
- Alessandro Rossi in Nato il quattro luglio
- Roberto Pedicini in Sesso e fuga con l'ostaggio
- Pasquale Anselmo in Allarme rosso
- Loris Loddi in Chicago Hope
- Roberto Draghetti in Grey's Anatomy
- Enrico Di Troia in Yes Man